# Důl Roudný
Důl Roudný (běžně též označovaný jako zlatodůl Roudný) byl v první polovině 20. století jedním z největších a nejmodernějších zlatých dolů ve střední Evropě. Jeho pozůstatky se nacházejí na území obce Zvěstov v okrese Benešov ve Středočeském kraji, v prostoru mezi menšími sídly Roudný, Bořkovice a Ramena.

## Geografie a geomorfologie
Oblast, ve které probíhala těžba zlata již od středověku a kde se na přelomu 19. a 20. století nacházel hlubinný důl s přilehlými zpracovatelskými provozy, leží ve střední části tzv. blanické brázdy, což je systém prvohorních geologických zlomů, na jehož území se vyskytují jak permokarbonské sedimenty, tak i polymetalické zrudnění. Z geomorfologického hlediska toto území přináleží do Mladovožické pahorkatiny, která je podcelkem Vlašimské pahorkatiny. Nejvyšší vrchol Mladovožické pahorkatiny Velký Blaník (638 m n. m.) je od Roudného vzdálen zhruba 5,5 km vzdušnou čarou směrem na severovýchod. Bývalý těžební prostor leží v již zalesněném území mezi kótami 508 m n. m. (Vinice) a 503 m n. m., přičemž na jihu je tato oblast vymezena Bořkovickým potokem a na severu hranicí CHKO Blaník.

## Geologie
Ložisko zlata v krystaliniku moldanubika je svým vznikem vázané na masiv blanické ortoruly. Mezi zdejšími horninami převládají sillimanit-biotitické pararuly, které obsahují zejména křemen, živce, slídy (biotit a v menší míře muskovit) a dále pak sillimanit, apatit, pyrit a granáty. Pararulou prostupují kvarcity a žilné vyvřeliny aplitů a pegmatitů. Kromě toho se zde vyskytují pyroxenity, amfibolity a skarn.
Síť rudních žil zlata vznikla hydrotermální mineralizací v místě křížení poruch blanické brázdy. V oblasti ložiska Roudný, které patří mezi mineralogicky chudší ložiska, se zlato vyskytuje jako elektrum, tj. světle žluté zlato o nízké ryzosti. Zlato je převážně mikroskopicky rozptýlené v šedém až šedomodrém křemenu, který tvoří většinu výplně žil, a dále v kyzech - zejména v arzenopyritu a pyritu. Viditelné zlato mělo nejčastěji podobu zrníček, většinou do velikosti 1 mm, vtroušenin a plíšků. Větší plíšky zlata o rozměrech do 5 mm se nacházely jen ojediněle. Vzácně se zde našlo zlato v podobě osmibokých krystalků.

## Historie

### Těžba ve středověku
První písemné zmínky o těžbě zlata v oblasti Roudného pocházejí z roku 1337, kdy král Jan Lucemburský dal doly v Karrenbergu (Kamberku) spolu s některými dalšími zlatými doly na Sedlčansku do zástavy Petrovi z Rožmberka. V okolí řeky Blanice však podle historických zjištění bylo těženo zlato již v době keltského osídlení tohoto kraje. V terénu na svazích kopce nad vsí Roudný jsou dodnes patrné výrazné známky někdejší povrchové těžby. Později byly hloubeny první šachty. Jedna z nich byla objevena v hloubce 60 metrů v pozdější štole Václav. Středověkou těžbu, v jejímž průběhu by podle odhadů mohla být celkem vytěžena až 1 tuna zlata, pravděpodobně ukončilo období husitských válek.

### Novověk
Další pokračování těžby zlata je doloženo až z druhé poloviny 18. století, kdy nedaleká Libouň spolu s celým vlašimským panstvím patřila knížecímu rodu Auerspergů. Kromě štoly Václav zde existovaly štoly Pavlína, Josef, Michal a František. Mezi lety 1769 - 1804 bylo v Roudném vytěženo celkem 21 kg zlata. Poté téměř po celé 19. století byly doly opuštěny.

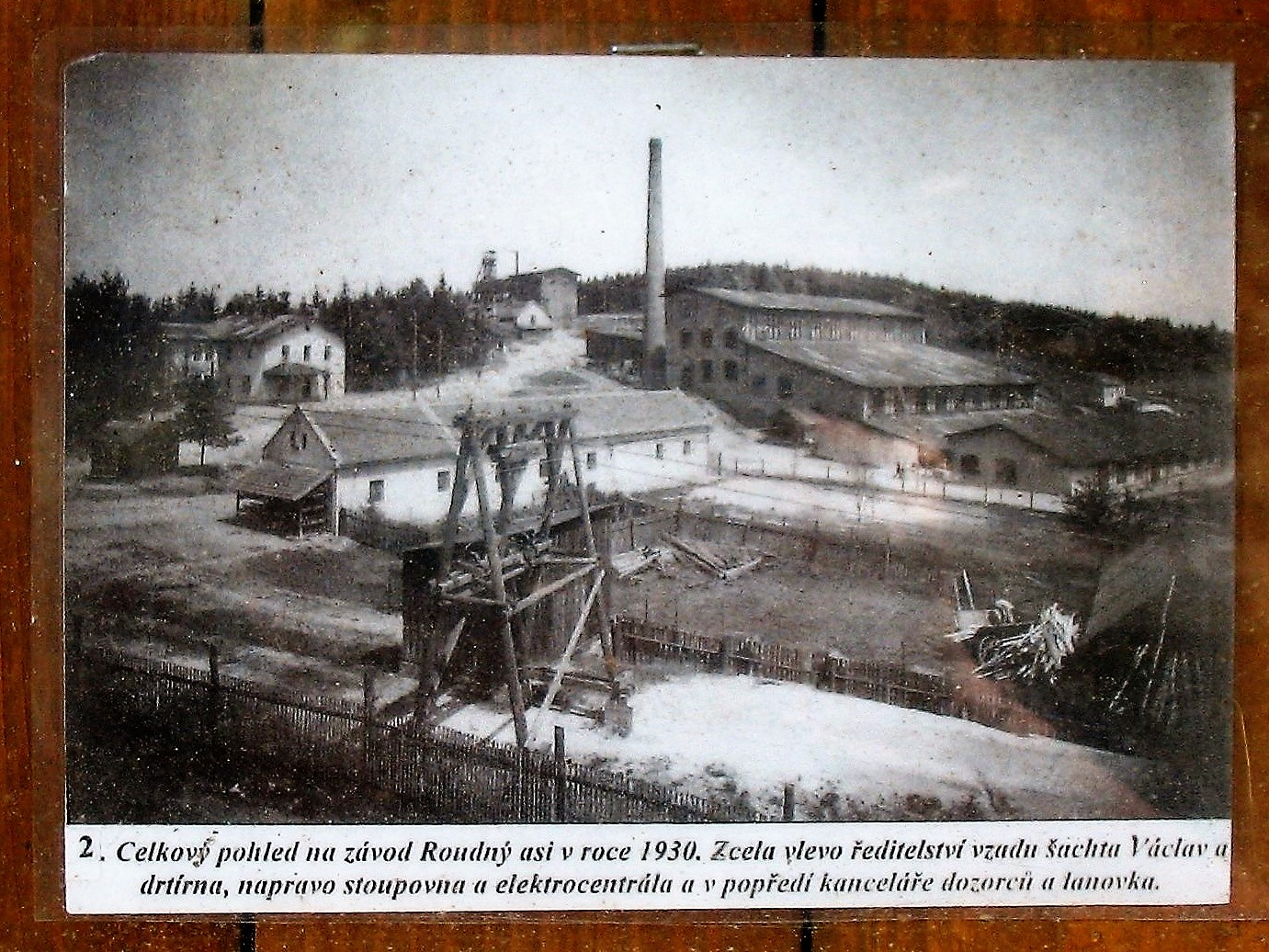
Důl Roudný na snímku z roku 1930

V roce 1882 navštívil Roudný profesor František Pošepný, který pak tuto lokalitu doporučil důlnímu podnikateli Mořici Beckerovi. Firma Stantien a Becker zahájila v Roudném práce na výstavbě zlatodolu 1. 5. 1893. Jako první vznikla štola Mořic, později zde byla činnost ukončena a soustředila se na novou štolu Jindřiška (Henrieta), propojenou se štolou Václav. Samotná těžba zlata zde probíhala od roku 1896, zlato bylo získáváno z rudy amalgamací a surovina byla odesílána k dalšímu zpracování do německého Freibergu.
Po smrti Mořice Beckera v roce 1901 byl důl dán do dražby a v roce 1903 jej získala anglická společnost Sugdan a Fischer. Následovala rozsáhlá modernizace dolu a 10. 9. 1904 byla obnovena těžba. Zatímco v roce 1901 v dole pracovalo asi 70 osob, po modernizaci bylo v Roudném zaměstnáno již na 400 horníků a dělníků. Štola Václav, spojená s Jindřiškou, která sloužila jako větrací šachta, byla dále spojena s jámou Albert (pozdější Aleška). V roce 1912 se již těžilo v hloubce 300 metrů, do roku 1930 dosáhla štola Václav hloubky 450 metrů. Zpočátku představoval výnos 6 kg zlata za měsíc, později dosáhl až 30 kg. Celkem bylo podle záznamů v letech 1904 -1930 vytěženo 660 000 tun rudy, z níž bylo získáno 5,77 tun zlata.

### Konec těžby a snahy o její obnovení
V roce 1929 získal důl nový vlastník, belgicko-francouzská společnost, která však neměla zájem investovat prostředky a důl dále modernizovat. V důsledku toho byla 11. října 1930 těžba zlata v Dole Roudný ukončena a přes určité snahy již nebyla obnovena. Po skončení 2. světové války bylo v červnu 1946 rozhodnuto o obnovení kutacích prací na Roudném. Úkol byl svěřen podniku Příbramské rudné doly. Následovalo odčerpání vody ze zatopeného dolu a vysoušení šachet, jáma Aleška byla proražena na povrch jako náhrada za poškozenou štolu Václav. Probíhalo budování infrastruktury a zázemí pro zaměstnance, byly odebírány vzorky rudy, a to i z nejhlubšího patra, které bylo založeno v hloubce 510 metrů. Bylo zjištěno značné množství zbytkové zlatonosné rudy, avšak z ekonomických důvodů byly přípravné práce ukončeny v roce 1956 a těžba nebyla obnovena. Přesto určité průzkumné práce zde probíhaly i v následujících desetiletích. Velký zájem o Důl Roudný začaly projevovat zahraniční těžařské společnosti po roce 1990 v souvislosti se změnou politické situace po rozpadu tzv. sovětského bloku. Tyto snahy o zahájení geologického průzkumu a následné těžby zlata byly však vždy vládou ČR odmítnuty, přičemž toto odmítnutí podpořila i veřejnost v regionu.

## Zpřístupnění veřejnosti a ochrana přírody
Důl Roudný leží na území geoparku Kraj blanických rytířů, kterému byl v roce 2014 udělen titul národní geopark. V rámci aktivit geoparku byla v bývalém těžebním prostoru vybudována 4,5 km dlouhá naučná stezka Zlatodůl Roudný, která má 15 zastavení a detailně dokumentuje historii těžby zlata v této oblasti. Součástí jednotlivých zastavení jsou také informace o CHKO Blaník a interaktivní program pro dětské návštěvníky. Kromě informačních tabulí je v terénu umístěno dalších deset panelů s historickými fotografiemi konkrétních míst, kde dříve probíhala těžba. V oblasti Dolu Roudný se nacházejí dvě přírodní památky - PP Roudný a PP Štola Mořic. Zatímco štola Mořic není veřejnosti přístupná z důvodu ochrany netopýrů, kolem prostoru bývalé výsypky dolu, chráněné jako přírodní památka Roudný, vede trasa naučné stezky.

## Fotogalerie

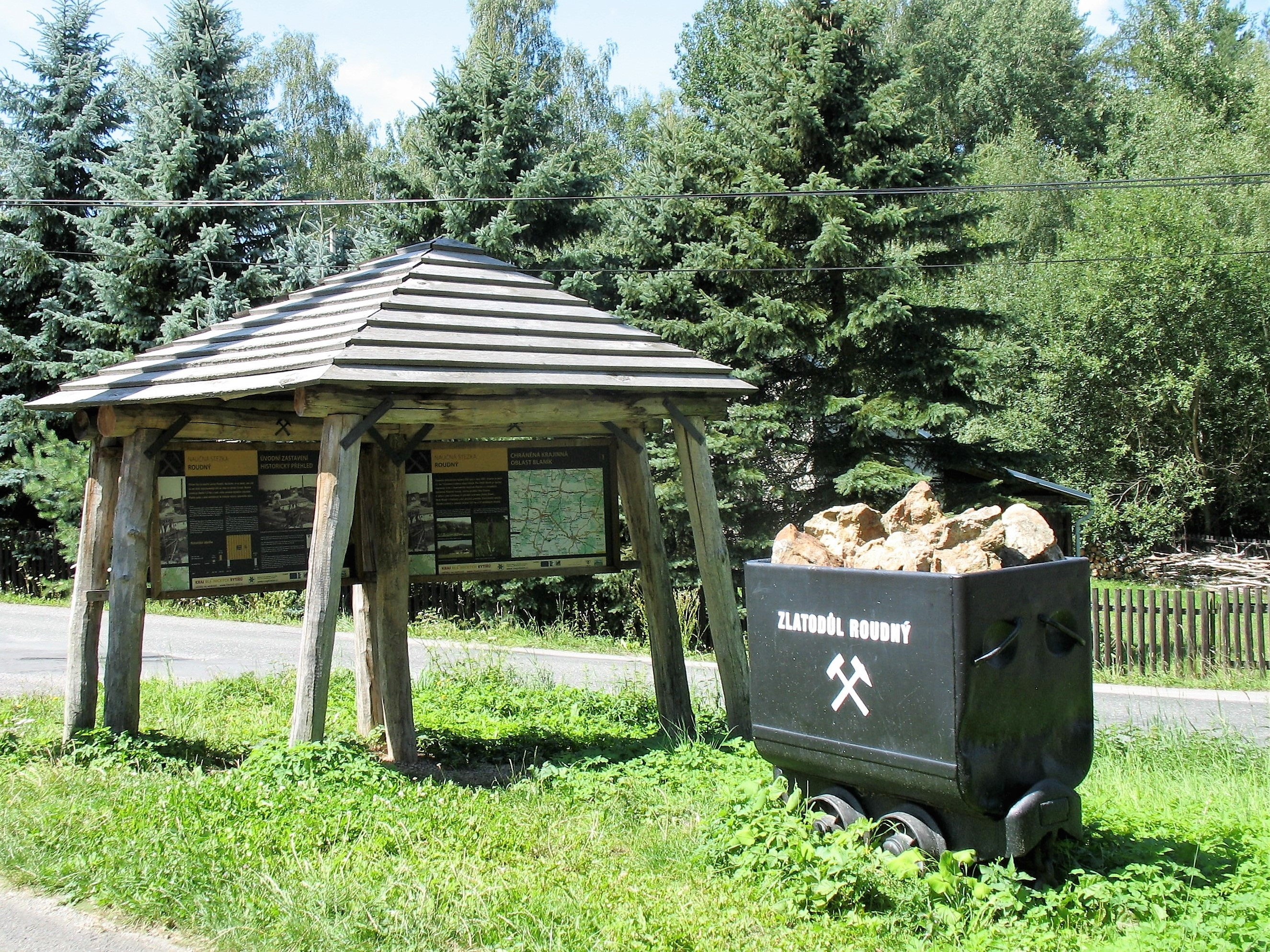
Úvodní zastavení naučné stezky Zlatodůl Roudný
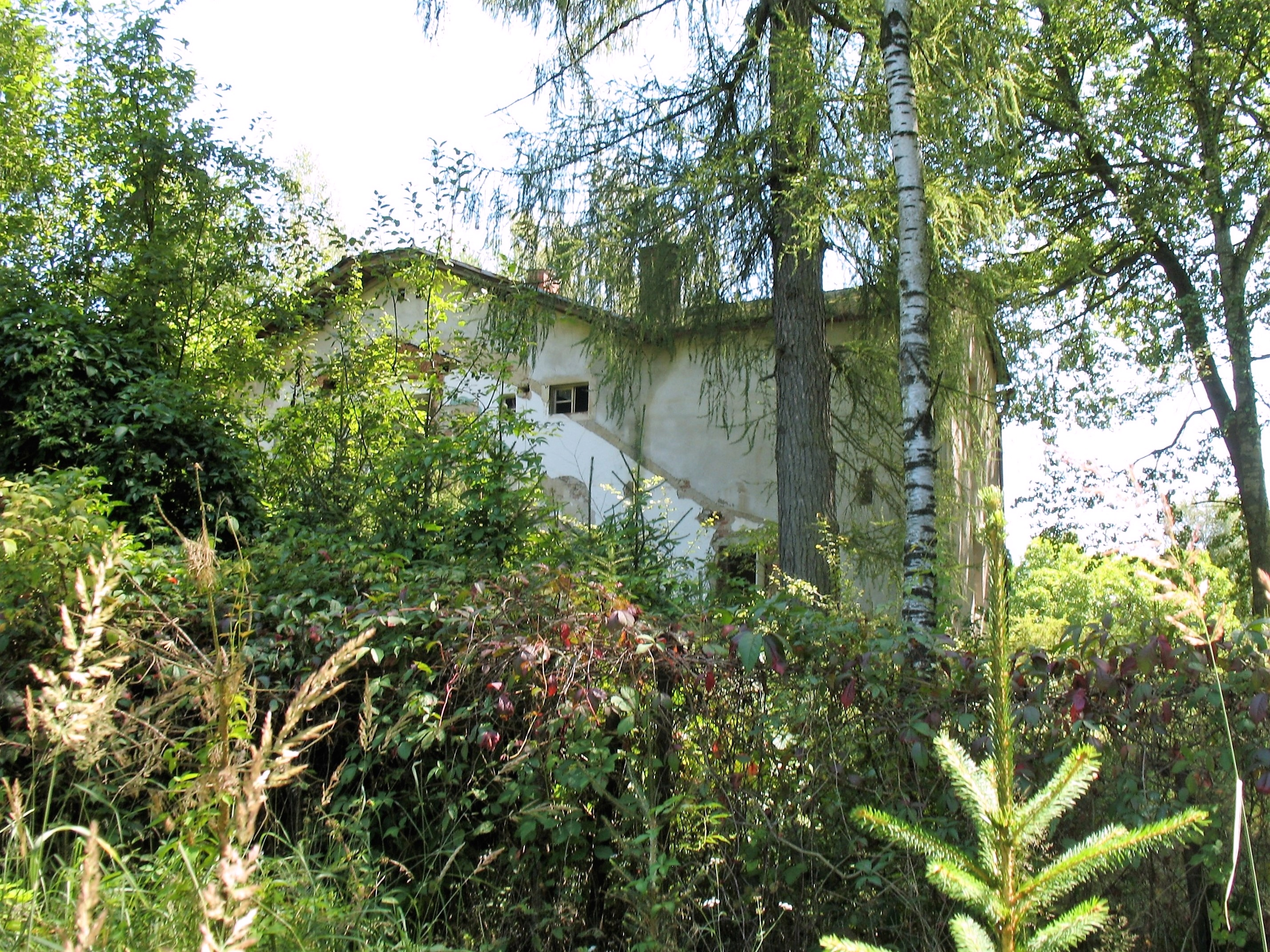
Dosud dochovaná budova v areálu dolu
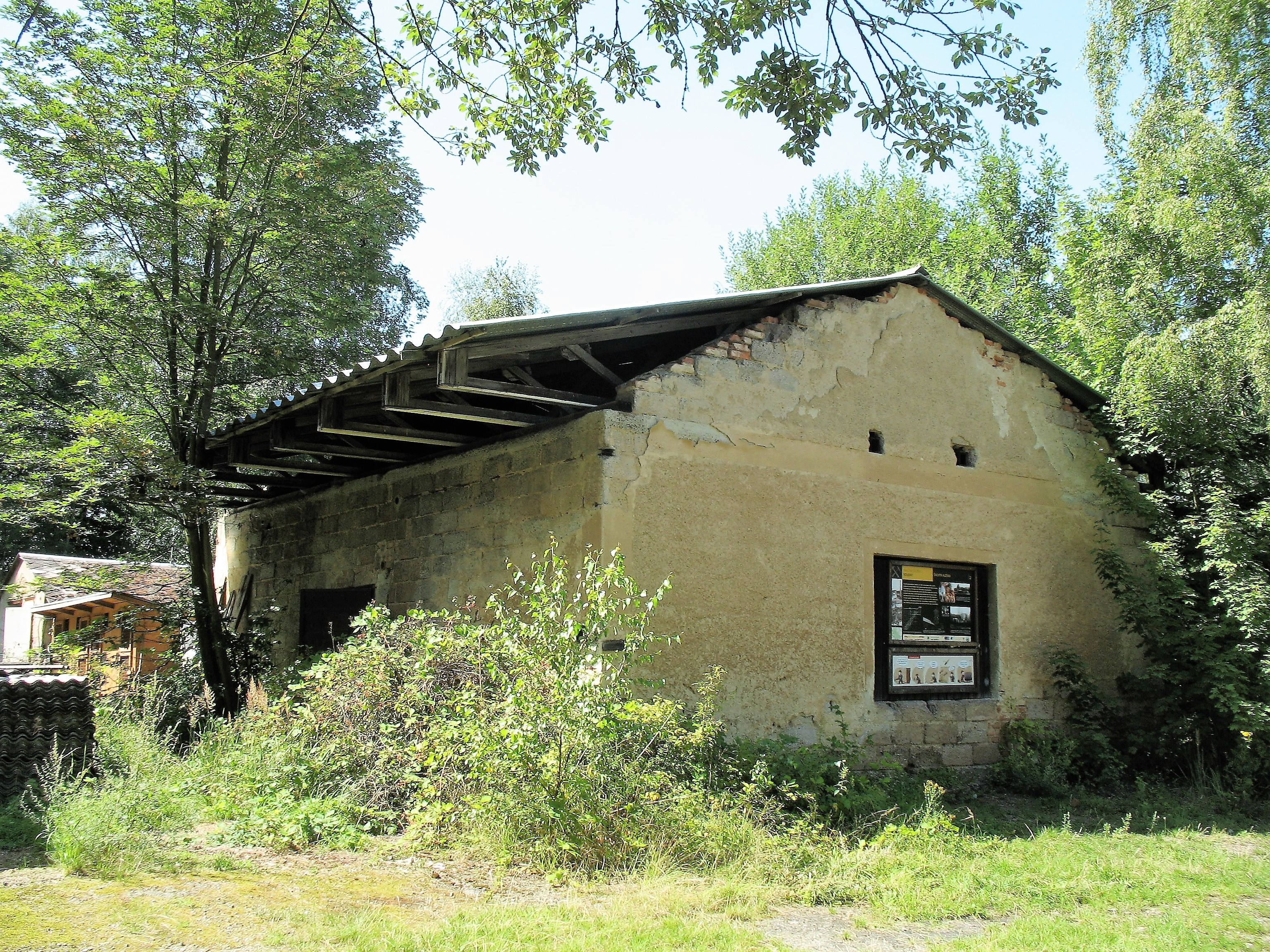
Objekty v místě někdejší jámy Aleška v Roudném
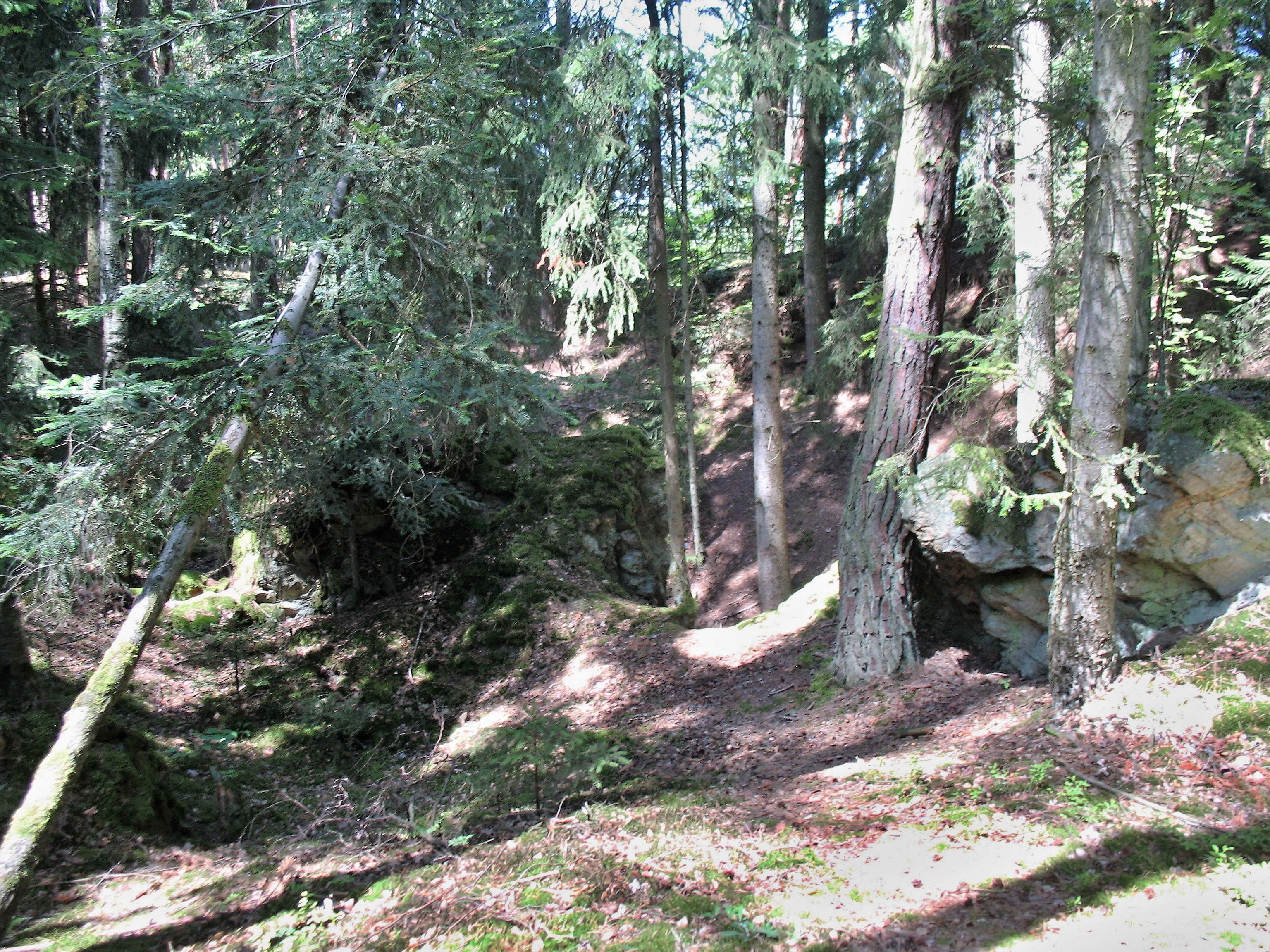
V lese nad vesnicí jsou patrné stopy po těžbě
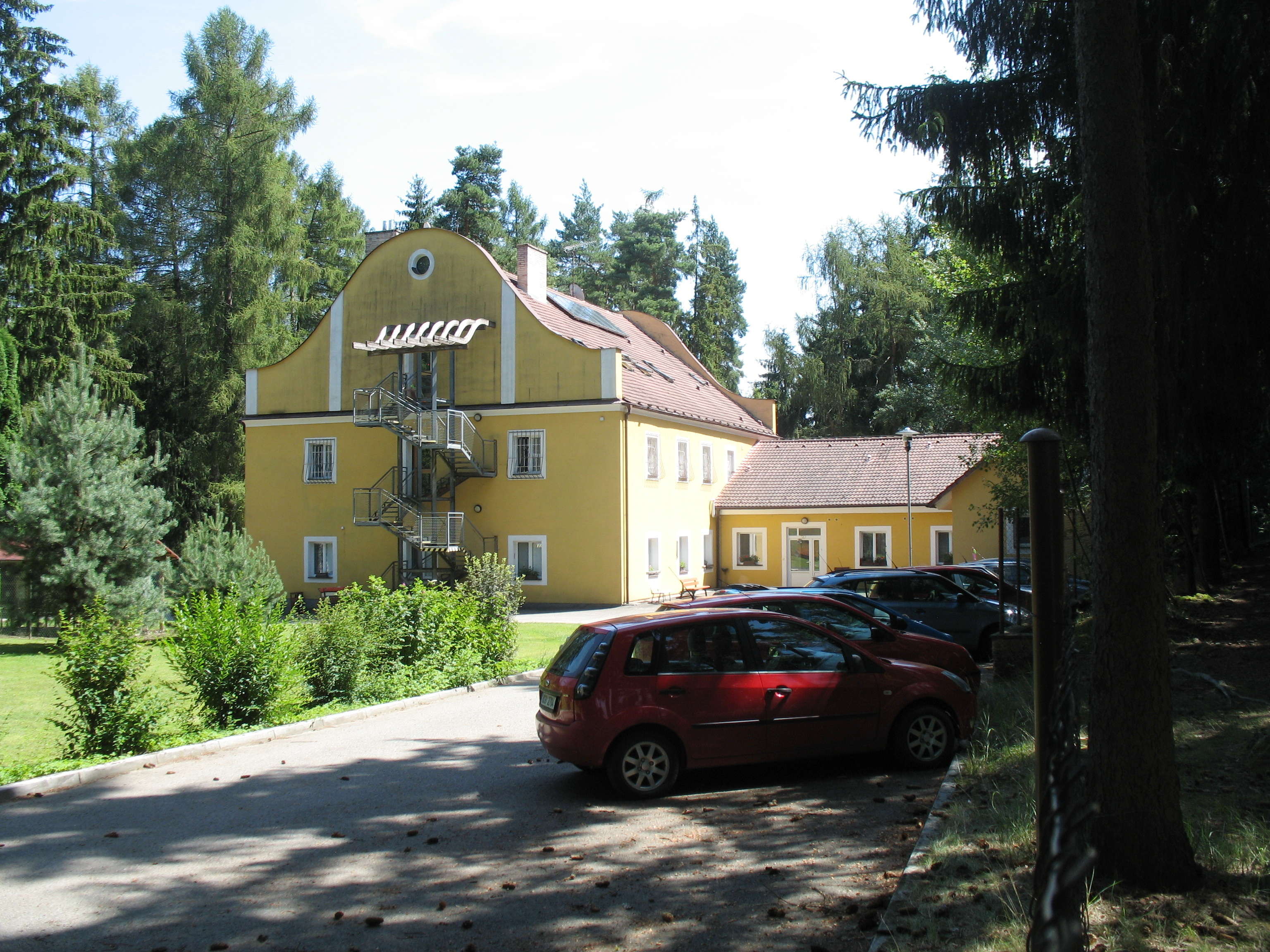
Bývalý hornický hotel slouží jako centrum sociálních služeb